# Monstera tacanaensis
Monstera tacanaensis — вид квіткових рослин з роду Монстера родини ароїдних (Araceae).

## Класифікація
Monstera tacanaensis розглядалася як синонім Monstera deliciosa, однак це близький, але інший вид.

## Розповсюдження
Його батьківщиною є Мексика (Чьяпас), Гватемала, Коста-Рика та Панама.